# Міжріченська сільська рада
Міжрі́ченська сільська́ ра́да — адміністративно-територіальна одиниця та орган місцевого самоврядування у складі Судацької міської ради Автономної Республіки Крим. Адміністративний центр — село Міжріччя.

## Загальні відомості
- Населення ради: 712 особи (станом на 2001 рік)

## Населені пункти
Сільській раді підпорядковані населені пункти:
- с. Міжріччя
- с. Ворон

## Склад ради
Рада складається з 14 депутатів та голови.
- Голова ради: Горборукова Галина Троянівна
- Секретар ради: Федосова Валентина Іванівна

### Керівний склад попередніх скликань
| Прізвище, ім'я, по батькові  | Основні відомості                                                         | Дата обрання | Дата звільнення |
| ---------------------------- | ------------------------------------------------------------------------- | ------------ | --------------- |
| Горборукова Галина Троянівна | Сільський голова, 1964 року народження, освіта вища, позапартійна         | 26.03.2006   | 31.10.2010      |
| Горборукова Галина Троянівна | Сільський голова, 1964 року народження, освіта вища, член Партії регіонів | 31.10.2010   |                 |

Примітка: таблиця складена за даними сайту Верховної Ради України

### Депутати
За результатами місцевих виборів 2010 року депутатами ради стали:

#### За суб'єктами висування
| Суб'єкт висування | Кількість обраних депутатів | %    |
| ----------------- | --------------------------- | ---- |
| Партія регіонів   | 8                           | 57,1 |
| Самовисування     | 6                           | 42,9 |

#### За округами
| № округу        | Прізвище, ім'я, по батькові      | Дата визнання обраним | Освіта             | Партійна приналежність | Відомості про обраного депутата         |
| --------------- | -------------------------------- | --------------------- | ------------------ | ---------------------- | --------------------------------------- |
| Партія регіонів |                                  |                       |                    |                        |                                         |
| 2               | Долгополов Володимир Анатольович | 03.11.2010            | вища               | член Партії регіонів   | відділення 2 ГП «Морське», керуючий     |
| 3               | Землюк Анжеліка Анатоліївна      | 03.11.2010            | вища               | член Партії регіонів   | Морська загальноосвітня школа, вчитель  |
| 4               | Шевченко Михайло Михайлович      | 03.11.2010            | середня спеціальна | член Партії регіонів   | відділення 2 ГП «Морське», бригадир     |
| 6               | Шевченко Олена Анатоліївна       | 03.11.2010            | середня            | член Партії регіонів   | приватний підприємець                   |
| 8               | Федосова Валентина Іванівна      | 03.11.2010            | середня            | член Партії регіонів   | Міжріченська сільська рада, секретар    |
| 9               | Бабюк Ганна Павлівна             | 03.11.2010            | середня            | член Партії регіонів   | Морська загальноосвітня школа, секретар |
| 10              | Шаркова Катерина Іванівна        | 03.11.2010            | середня спеціальна | член Партії регіонів   | пенсіонер                               |
| 13              | Васильков Віктор Миколайович     | 03.11.2010            | середня            | член Партії регіонів   | відділення 2 ГП «Морське», тракторист   |
| Самовисування   |                                  |                       |                    |                        |                                         |
| 1               | Муляр Лариса Миколаївна          | 03.11.2010            | середня            | позапартійна           | відділення 2 ГП «Морське», охоронник    |
| 5               | Архипова Галина Вікторівна       | 03.11.2010            | вища               | позапартійна           | приватний підприємець                   |
| 7               | Чайка Анатолій Григорович        | 10.01.2011            | вища               | позапартійний          | приватний підприємець                   |
| 11              | Ібрагімов Сабри Усманович        | 03.11.2010            | вища               | позапартійний          | приватний підприємець                   |
| 12              | Чернобай Андрій Іванович         | 10.01.2011            | вища               | член Партії регіонів   | ГП «Морське», інженер охорони праці     |
| 14              | Абкадиров Алі Абдиганійович      | 03.11.2010            | середня спеціальна | позапартійний          | приватний підприємець                   |